# Малый Трилесин
Малый Триле́син — деревня в составе Головчинского сельсовета Белыничского района Могилёвской области Республики Беларусь.

## Географическое положение
Ближайшие населённые пункты: Красный Пахарь, Калинино, Отрядное, Большой Трилесин.